# Pharsalia trimaculipennis
Pharsalia trimaculipennis är en skalbaggsart som beskrevs av Stefan von Breuning 1968. Pharsalia trimaculipennis ingår i släktet Pharsalia och familjen långhorningar.
Artens utbredningsområde är Laos. Inga underarter finns listade i Catalogue of Life.